# Wołodymyr Poliszczuk
Wołodymyr Petrowycz Poliszczuk, ukr. Володимир Петрович Поліщук, ros. Владимир Петрович Полищук, Władimir Pietrowicz Poliszczuk (ur. 17 lutego 1949 w Równem) – ukraiński piłkarz, grający na pozycji bramkarza, trener piłkarski.

## Kariera piłkarska
Rozpoczął karierę piłkarską w klubie Kołhospnyk Równe, który zmienił nazwę na Horyń Równe. Latem 1969 przeszedł do Moldovy Kiszyniów. W 1972 wrócił do rodzimego klubu, który w międzyczasie zmienił na Awanhard Równe. W 1974 zakończył karierę piłkarza.

## Kariera trenerska
Po zakończeniu kariery piłkarza rozpoczął pracę szkoleniowca. W 1973 ukończył Kiszyniowski Instytut Pedagogiczny. W 1975 roku został mianowany na stanowisko starszego trenera Obwodowego Komitetu Sportowego. W latach 1977–1985 i 1989-2000 zajmował stanowisko dyrektora Szkoły Piłkarskiej Awanhard Równe. Od września 1985 do końca 1988 roku prowadził Awanhard Równe. W 2001 roku został wybrany przewodniczącym Obwodowego Związku Piłki Nożnej w Równem. Był delegowany jako inspektor w meczach pierwszej, drugiej i Premier ligi. Od 2013 Pierwszy Zastępca Przewodniczącego Obwodowego Związku Piłki Nożnej w Równem.